# باسكله بورويم (مقاطعة غيلانغرب)
باسكله‌بورويم (بالفارسية: باسکله‌بورویم) هي قرية تقع في كرمانشاه في إيران. يقدر عدد سكانها بـ 167 نسمة بحسب إحصاء 2016.